# اسکار (فیلم ۱۹۶۷)
«اُسکار» (انگلیسی: Oscar) یک فیلم به کارگردانی ادوارد مولینارو است که در سال ۱۹۶۷ منتشر شد. از بازیگران آن می‌توان به لوئی دوفونس، کلود ریش، و پل پربوآ اشاره کرد.